# Frogwares
Frogwares ist ein ukrainisches Entwicklerstudio für Computerspiele. Der Hauptentwicklungsstandort befindet sich in Kiew, ein weiterer Standort befindet sich in Dublin. Das Studio ist bekannt für seine Adventure-Spiele, vor allem für die Sherlock-Holmes-Spielereihe.

## Geschichte
Frogwares wurde 2000 von Waël Amr und Pascal Ensenat gegründet. Amr, der wie Ensenat ursprünglich aus Frankreich stammte, war um die Jahrtausendwende in die Ukraine gezogen. Der Studioname sollte eine humoristische Anspielung auf die Herkunft der beiden Gründer sein, da frogs ein englisches Schmähwort für Franzosen ist. Gleichzeitig entstanden das Entwicklerstudio in der ukrainischen Hauptstadt Kiew und ein Business Office in der irischen Hauptstadt Dublin, um unabhängig von der stark schwankenden Heimatwährung der Ukraine Geschäfte mit westlichen Computerspielherstellern aufnehmen zu können.
Bekannt wurde Frogwares für seine Reihe Sherlock Holmes, deren Titel sich Stand 2017 zusammen rund sieben Millionen Mal verkauften. Eine Besonderheit ist die Deduktionsfunktion, eine stichwortartige Sammlung aller im Spielverlauf gefundenen Hinweise, die der Spieler kombinieren kann, um Schlussfolgerungen zu treffen und damit das Spiel voranzutreiben. Daneben veröffentlicht das Studio unter dem Namen Waterlily Games Gelegenheitsspiele. Die Entwicklungsteams dieser Spiele arbeiten ebenfalls im Kiewer Studio. Das Label ist ausgerichtet auf Casual Games, Wimmelbildspiele und einfache Adventure für PC und iOS. 
Am 27. Juni 2019 veröffentlichte das Studio sein erstes Detektivspiel in einer offenen Spielwelt, das von den Werken H. P. Lovecrafts inspirierte The Sinking City.
Frogwares veröffentlichte am 22. Mai 2022 ein Statement, in welchem der Digital Marketing Manager Oleksandr Striuk die Konsequenzen für das Studio durch den russischen Überfall auf die Ukraine 2022 schilderte. Des Weiteren kündigte er das Fortbestehen der Arbeit des Studios an, die Entwicklung von weiteren Videospielen sei nicht gefährdet.

## Veröffentlichungen

### Als Frogwares
| Jahr | Titel                                                 | Plattform                                                                  |
| ---- | ----------------------------------------------------- | -------------------------------------------------------------------------- |
| 2002 | Sherlock Holmes: Das Geheimnis der Mumie              | Windows, Nintendo DS                                                       |
| 2003 | Journey to the Center of the Earth                    | Windows                                                                    |
| 2004 | Sherlock Holmes: Das Geheimnis des silbernen Ohrrings | Windows                                                                    |
| 2005 | 80 Days                                               | Windows                                                                    |
| 2007 | Sherlock Holmes: Die Spur der Erwachten               | Windows                                                                    |
| 2007 | Sherlock Holmes vs. Arsène Lupin                      | Windows                                                                    |
| 2008 | Dracula: Origin                                       | Windows                                                                    |
| 2009 | Sherlock Holmes jagt Jack the Ripper                  | Windows, Xbox 360                                                          |
| 2011 | World of Battles: Morningstar                         | Windows                                                                    |
| 2012 | Das Testament des Sherlock Holmes                     | Windows, PlayStation 3, Xbox 360                                           |
| 2013 | Magrunner: Dark Pulse                                 | Windows, PlayStation 3, Xbox 360                                           |
| 2014 | Sherlock Holmes: Crimes & Punishments                 | Windows, PlayStation 3, PlayStation 4, Xbox 360, Xbox One, Nintendo Switch |
| 2016 | Sherlock Holmes: The Devil’s Daughter                 | Windows, PlayStation 4, Xbox One                                           |
| 2019 | The Sinking City                                      | Windows, PlayStation 4, Xbox One, Nintendo Switch                          |
| 2021 | Sherlock Holmes Chapter One                           | Windows, PlayStation 4, PlayStation 5, Xbox One, Xbox Series               |
| 2023 | Sherlock Holmes The Awakened                          | Windows, PlayStation 4, PlayStation 5, Xbox One, Xbox Series               |

### Als WaterLily Games
WaterLily Games wurde im Jahre 2012 als Sub-Entwicklerstudio von Frogwares gegründet. Bevor WaterLily Games als Entwicklerstudio gegründet wurde, veröffentlichte Frogwares seine Casual Games unter der Marke „WaterLily Games“. Das Studio sitzt in Kiew und besteht aus etwa zwanzig Personen.
| Titel                                                  | Veröffentlichung  | Genre           | Plattform   |
| ------------------------------------------------------ | ----------------- | --------------- | ----------- |
| Sherlock Holmes: Das Geheimnis des persischen Teppichs | 9. Mai 2008       | Casual Game     | PC          |
| Mata Hari and the Kaiser’s Submarines                  | 1. Dezember 2008  | Adventure       | PC          |
| Department 42: The Mystery of the Nine                 | 12. Juli 2009     | Wimmelbildspiel | PC          |
| Sherlock Holmes and the Mystery of Osborne House a     | 24. Juli 2010     | Casual Game     | Nintendo DS |
| Secret Mission: The Forgotten Island                   | 24. Februar 2010  | Wimmelbildspiel | PC          |
| Dracula: Love Kills                                    | 9. Juni 2011      | Adventure       | PC          |
| Sherlock Holmes und der Hund von Baskerville           | 11. November 2011 | Casual Game     | PC, iOS     |
| Sherlock Holmes and the Mystery of the Frozen City a   | 25. Oktober 2012  | Casual Game     | 3DS         |
| Journey: The Heart of Gaia                             | 7. November 2012  | Wimmelbildspiel | PC          |